# L'eredità della priora
L'eredità della priora è uno sceneggiato televisivo in sette puntate di Anton Giulio Majano andato in onda sulla Rete 1 (l'odierna Rai 1) nel 1980.
Basato sull'omonimo romanzo di Carlo Alianello (che collaborò anche alla sceneggiatura), è ambientato in Basilicata durante il periodo del brigantaggio postunitario.
Lo sceneggiato propone una visione critica del modo in cui fu realizzato il processo di unificazione della Penisola italiana, che secondo l'autore del romanzo si tramutò in una vera e propria colonizzazione ai danni del Meridione, dando origini a una sanguinosa guerra civile tra il nuovo Regno d'Italia e i reazionari borbonici, con atrocità e barbarie da entrambe le parti.

## Trama
1860. La vicenda è incentrata su tre ufficiali borbonici di origine lucana: Gerardo Satriano (Giancarlo Prete), Andrea Guarna (Gino La Monica) e Ugo Navarra (Paolo Bonetti) i quali, dopo la caduta del Regno delle due Sicilie, tornano in Basilicata per partecipare alle insurrezioni contro il neonato Regno d'Italia, insieme a bande di briganti capeggiate da Carmine Crocco (Gerardo Amato), che si stavano formando nell'ex provincia delle Due Sicilie.
La trama si intreccia con la vicenda dell'eredità della priora, la duchessa Guarna (Alida Valli), il cui fratello, don Matteo (Carlo Giuffré), diseredato sotto il Regno delle due Sicilie perché liberale e massone, diventerà sempre più deluso dal modo in cui verrà realizzata l'unificazione della penisola, fino a fare il doppio gioco: da una parte per i liberali filo-Sabaudi, dall'altra per i borbonici, così come molti altri personaggi che acquisteranno potere politico durante il processo di unificazione.
Tra i personaggi significativi vi è Iuzzella, serva contadina, costretta a cedere il suo corpo agli ospiti del padrone, che si innamora del militare Gerardo Satriano e scappa con lui, divenendo testimone suo malgrado delle trame dei borbonici. Quando i doppiogiochisti capiranno che è troppo tardi per continuare a sostenere la rivolta, la sua presenza diventerà troppo scomoda, e finirà uccisa in uno scontro a fuoco con i briganti.
Tutti e tre gli ufficiali falliranno nella loro missione. Ugo Navarra verrà ucciso mentre si nasconde in montagna con la sua donna, come un semplice ribelle. Invece il barone Andrea Guarna, torna a Roma scappando con la sua promessa sposa, la cugina Isabellina (Evelina Nazzari): dopo aver attraversato la frontiera, però, ha un ripensamento e decide di tornare a combattere. Infine, Gerardo Satriano, reo di aver ucciso un carabiniere, fuggirà in America e si arruolerà nell'esercito nordista per combattere la guerra di secessione.

## Produzione
Gli esterni sono stati girati tra Melfi, il territorio del Vulture e Tito, aree in cui si sviluppò maggiormente il fenomeno del brigantaggio postunitario. Le riprese degli interni si sono svolte nel Centro di produzione Rai di Napoli.

## Musiche
Le musiche sono state scritte dal gruppo Musicanova, di cui facevano parte Eugenio Bennato e Carlo D'Angiò, e pubblicate nell'LP Brigante se more. Tra le canzoni più celebri, le sigle di testa e di coda, rispettivamente "Brigante se more" e "Vulesse addeventare", ma anche i temi "Canzone per Iuzzella" ed il "Tema di Isabellina", associati alle due protagoniste femminili. Lo stesso Eugenio Bennato appare nello sceneggiato in veste di comparsa, suonando la tammorra durante una festa per la conquista di Melfi da parte dei briganti.